# Ozarba epichroma
Ozarba epichroma är en fjärilsart som beskrevs av Turner 1902. Ozarba epichroma ingår i släktet Ozarba och familjen nattflyn. Inga underarter finns listade i Catalogue of Life.